# Erez Yaary
Erez Yaary – izraelski kompozytor muzyki elektronicznej, new age i ambient.

## Dyskografia
Źródło.
- Projects I (2000)
- Projects II (2000)
- Projects III (2000)
- Projects IV (2000)
- Projects V (2000)
- Retrospective (2002)
- The Omega Project (2004)
- Blind Vision (2008)
- Atmosphere (2008)
- Synergos (2008)
- Nibiru (2008)
- Solar Voyages (2008)
- Ambience (2009)
- Darklight (2010)
- Moab (2011)
- Signal (2013)